# Droga krajowa B2 (Niemcy)
Droga krajowa 2 (niem. Bundesstraße 2, B 2) – niemiecka droga krajowa przebiegająca  z północnego wschodu na południe, od granicy  z Polską w Rosówku przez Schwedt/Oder, Berlin, Poczdam, Wittenbergę, Lipsk, Gerę, Hof, Bayreuth, Norymbergę, Treuchtlingen, Donauwörth, Augsburg, Monachium do granicy z Austrią w Scharnitz.

## Trasy europejskie
Droga pomiędzy węzłem końcowym na autostradzie A95 a granicą z Austrią jest częścią trasy europejskiej E533 (ok. 40 km).

## Miejscowości leżące przy B2

### Brandenburgia
Neurochlitz, Gartz (Oder), Vierraden, Schwedt/Oder, Markt Landin, Pinnow, Angermünde, Serwest, Chorin, Sandkrug, Eberswalde, Spechthausen, Melchow, Biesenthal, Rüdnitz, Bernau bei Berlin, Schwanebeck, Lindenberg, Malchow, Poczdam, Michendorf, Seddiner See, Beelitz, Buchholz bei Beelitz, Treuenbrietzen, Dietersdorf.

### Berlin
Berlin, Berlin-Weißensee, Berlin-Marzahn

### Saksonia-Anhalt
Kropstädt, Wittenberga, Pratau, Eutzsch, Kemberg, Tornau, Profen, Predel, Reuden, Draschwitz, Bornitz, Zeitz, Droβdorf, Giebelroth.

### Saksonia
Bad Düben, Wellaune, Krostitz, Lipsk, Markkleeberg, Groβdeuben, Zwenckau, Rüssen-Kleinstorkwitz, Audigast, Pegau, Elstertrebnitz.

### Turyngia
Cretzschwitz, Langenberg, Gera, Großebersdorf, Mittelpöllnitz, Braundorf, Auma, Krölpa, Tegau, Oettersdorf, Schleiz, Zollgrün, Gefell.

### Bawaria
Töpen, Zedtwitz, Hof, Konradsreuth, Rothenmühle, Münchberg, Mussen, Friedmannsdorf, Möldenreuth, Gefrees, Lützenreuth, Hohenknoden, Bad Berneck, Neudorf, Benk, Bindlach, Bayreuth, Wolfsbach, Creuβen, Schnabelwaid, Pegnitz, Bronn, Weidensees, Leupoldstein, Almos, Hiltpoltstein, Kappel, Kemmathen, Gräfenberg, Weißenohe, Igensdorf, Eckental, Heroldsberg, Norymberga, Schwabach, Rednitzhembach, Roth, Wernsbach, Röttenbach, Pleinfeld, Ellingen, Weißenburg in Bayern, Dettenheim, Treuchtlingen, Dietfurt in Mittelfranken, Monheim, Kaisheim, Donauwörth, Mertingen, Nordendorf, Westendorf, Meitingen, Biberbach, Langweid am Lech, Stettenhofen, Gersthofen, Augsburg, Kissing, Mering, Merching, Althegnenberg, Hattenhofen, Mammendorf, Fürstenfeldbruck, Puchheim, Germering, Monachium, Starnberg, Pöcking, Tutzing-Traubing, Pähl, Wilzhofen, Wielenbach, Weilheim in Oberbayern, Polling, Etting, Spatzenhausen, Murnau am Staffelsee, Eschenlohe, Oberau, Farchant, Garmisch-Partenkirchen, Krün, Mittenwald.

## Historia
Fragment z Lipska przez Gerę i część Średniogórza Niemieckiego przebiega po trasie historycznej drogi Via Imperii a fragment tyrolsko-bawarsko-szwabski pokrywa się z historyczną Via Claudia Augusta.
Trasa drogi pokrywa się w dużej mierze z przebiegiem przedwojennej Reichsstrasse 2, która na północy biegła dalej do Szczecina, Gdańska i Tczewa gdzie łączyła się z Reichsstrasse 1. Na południu Reichsstrasse 2, po przyłączeniu Austrii w 1938 przebiegała na trasie Scharnitz – Zirl – Innsbruck – Brenner na granicy z Włochami.
W czasach istnienia NRD arteria składała się z dwóch niepołączonych ze sobą odcinków: Hirschberg – Gera – Zeitz – Leipzig – Lutherstadt Wittenberg – Potsdam – Groß Glienicke i Berlin – Bernau – Eberswalde-Finow – Angermünde – Schwedt – okolice Mescherin. „Dziura” w przebiegu znajdowała się na obszarze Berlina Zachodniego.

## Opis trasy

### Brandenburgia
Od granicy z Polską [od Szczecina DK13 ] do Berliina jest pierwszy odcinek a tak dokładnie do Berliner Ring.

### Bawaria

#### Bayreuth-Norymberga

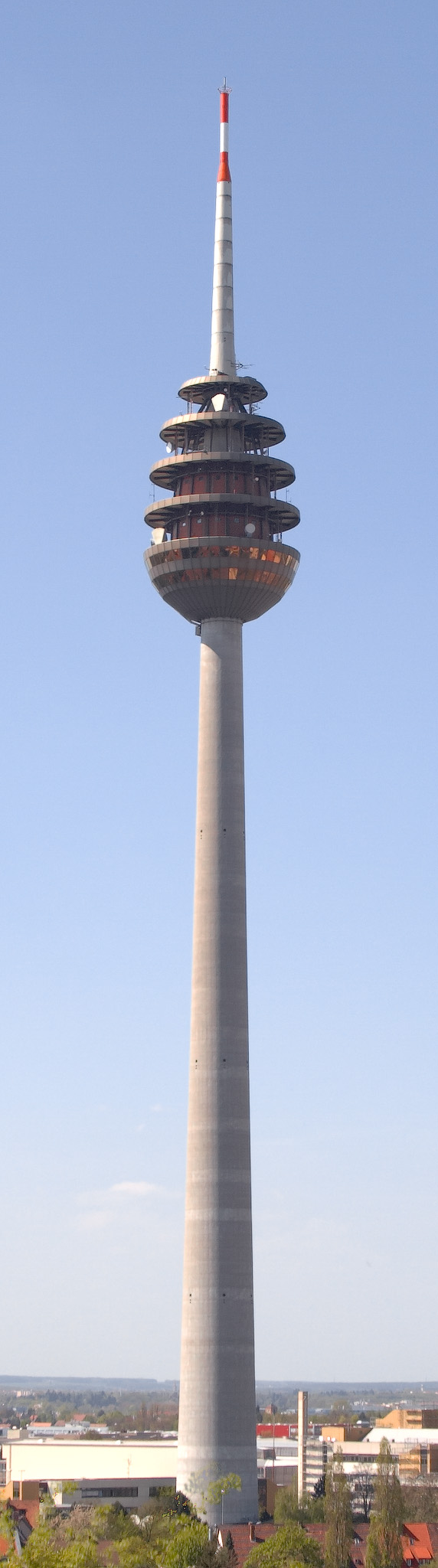
Wieża telewizyjna w Norymberdze

W Bindlach droga opuszcza wielkie rondo w kierunku południowym i po przekroczeniu A9 wjeżdża do Bayreuth. Po opuszczeniu wiaduktu, jako Bernecker Strasse prowadzi przez 200 m na zachód po czym skręca na południe w Albrecht-Dürer-Str. Ale i tu droga po ok. 400 m zaczyna łagodnym łukiem skręcać na zachód aby dotrzeć do skrzyżowania z Hohenzolernring i drogą B22. Tu B2 odbija na południowy wschód (w prawo) by jako, coraz bardziej chyląca się ku południu Nürnberger Strasse opuścić miasto, ponownie przecinając bieg A9, tym razem z zachodu na wschód. Äussere Nürnberger Strasse przecina przedmieścia i po ok. 9 km dociera do Creußen. Miejscowość przecina z północy na południe niemalże przez samo centrum a opuszcza łukiem na południowy zachód wjeżdżając w las. Za lasem czeka na nas niewielkie jezioro i kolejna miejscowość, Schnabelwaid. Dalej w kierunku południowym, koło Zips łukiem na zachód by po chwili koło Buchau zwraca się ku południu by od północy wjechać do Pegnitz. Tu droga zatacza pół kręgu, omijając od północy i zachodu stare miasto i w kierunku południowo-zachodnim opuszcza miasto przez południowe dzielnice. Po raz kolejny przecina A9 w okolicach Färbig po czym rozłącza się z towarzyszącą jej od Bayreuth B85 skręcając na zachód. Mijając Bronn pochyla się na południe by w Weidensees znów odwrócić się na zachód. Jednak nie na długo. Po 1,5 km droga zwraca się na południowy zachód i ten kierunek utrzymuje przez kolejna 8 km. Przed Hiltpoldsteinem zwraca się ponownie na zachód i na wschodzie opuszczając miejscowość zmierza wprost do Gräfenbergu, który pozostawia na zachodzie omijając jego centrum. Obraca się na południe, mija Weissenohe i  Igensdorf wijąc się pomiędzy masywami niewysokich gór Szwajcarii Frankońskiej. Do Eckentalu droga wjeżdża z północnego wschodu, przecina je na osi wschód-zachód, po czym opuszcza je kierując się na południowy zachód w kierunku Norymbergi. Zanim jednak dojedzie do Norymbergi, minie jeszcze jako obwodnica Heroldsberg.

#### Norymberga - Schwabach
Po ominięciu Heroldsbergu droga przecina autostradę A3 przy węźle Nürnberg-Nord i wpada do północnej Norymbergi. Jako Äuβere Bayreuther Str. mija skrzyżowanie z prowadzącą na zachód Bierweg, która  przez dzielnicę Ziegelstein doprowadza do lotniska i prowadzącą na wschód Thurn-und-Taxis-Str. stanowiącą północną granicę „Północno-wschodniego parku przemysłowego”. Cały czas jako czteropasmówka, droga mija skrzyżowanie z Ziegelsteinstr. oraz Kilianstr./Bessemerstr. Dalej pod wiaduktem i w kierunku Centrum po lewej stronie mija centrum handlowe Mercado i dociera do drogi B4R, która jako obwodnica śródmiejska wchłania drogi krajowe. do wyboru są dwie drogi o podobnej długości: północno-zachodnia i południowo-wschodnia.
Chcąc jednak zobaczyć centrum Norymbergi należy dalej jechać prosto Äuβere Bayreuther Straβe, która dalej jako Bayreuther Straβe doprowadzi nas do Rathenauplatz, gdzie po raz pierwszy miniemy mury starego miasta i basztę przy bramie Laufer Tor. Zmierzamy dalej na południe mijając po prawej zachowane fragmenty murów obronnych. Przejeżdżamy przez wyspę Schüt na której mieści się Dom Krakowski. Po prawej stronie tuż za mostem mijamy Naturhistorisches Museum Nürnberg oraz Gewerbemuseumsplatz w obrębie którego znajdują się: Multipleks „Cinecitta”, Biblioteka miejska oraz Centrum Doskonalenia Zawodowego w Norymberdze. Droga prowadzi dalej w kierunku południowym i dociera do Dworca Głównego mijając wcześniej skrzyżowanie z Lorenzer Str., prowadzącą do Lorenzkirche, jednego z największych kościołów miasta oraz skrzyżowanie z Königstr. prowadzącą do głównych ulic handlowych miasta, Breitegasse i Karolinenstr. Na Placu Dworcowym zmieniamy kierunek podróży na zachodni i zmierzając wzdłuż południowego muru po lewej stronie mijamy gmach opery i docieramy do Plärrer, placu stanowiącego ważny węzeł komunikacji miejskiej. Plärrer opuszczamy w kierunku południowo-zachodnim i Rothenburger Str. docieramy do B4R, którą kierując się na południe (w lewo) dotrzemy do skrzyżowania z Hansastr.
B4R opuszcza po przeciwległej stronie miasta na skrzażowaniach: dla objeżdżających miasto północą i zachodem z Hansastr., dla objeżdżających miasto wschodem i południem ze Schweinauer Haupt Str. po prawej stronie mija Wieże telewizyjną w Norymberdze i przecinając Südwesttangente przy węźle Schweinau rozwidla się na B2, zmierzającą na południe i B14 zmierzającą na zachód. Droga przecina dzielnice Röthenbach bei Schweinau i Eibach gdzie mija skrzyżowanie z Hafenstr., która prowadzi do portu rzecznego w Norymberdze. Kolejną dzielnicą jest Reichelsdorf za którym kończy się miasto Norymberga. Droga przecina Wolkersdorf, będący przedmieściami Schwabach i dociera do granic Schwabach.

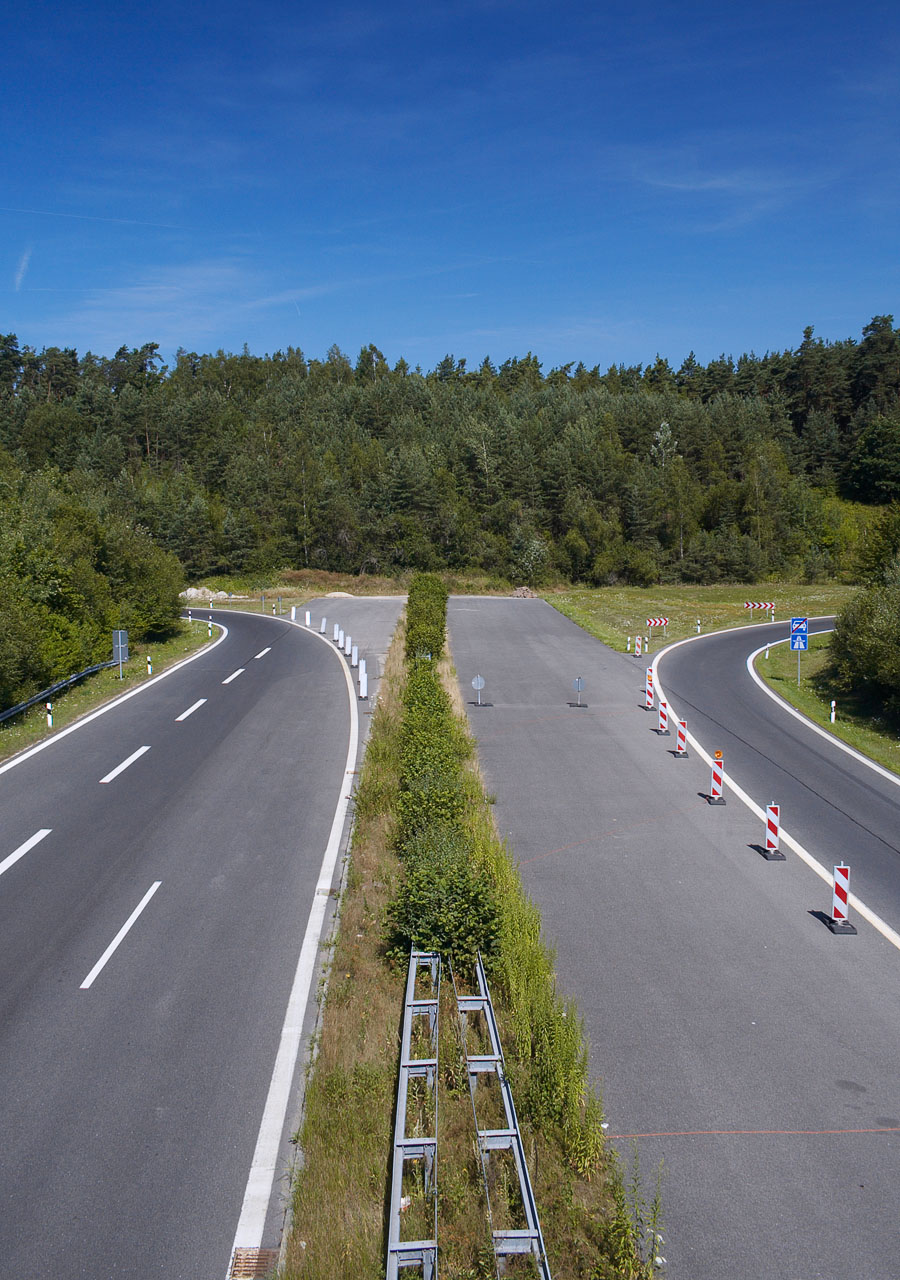
Koniec B2 na węźle Schwabach-Roth

#### Schwabach - Roth
Do Schwabach droga wjeżdża przez dzielnicę Nasbach leżącą na północy. Zmierzając na południe, tuż przed centrum miasteczka, łagodnym łukiem zwraca się na południowy wschód i jako Nördliche Ringstr. po około 500 m. dojedzie do Ludwigstr., która odbija w lewo. Ludwigstr. po ok. 150 m robi łagodny zwrot na południowy wschód i jako Bahnhofstraβe dociera do czteropasmowej Rother Straβe, która doprowadza B2 do autostrady A6. Tu droga przenosi się na autostradę. Na węźle 56 Schwabach-Süd, B2 opuszcza Schwabach i autostradą A6 w kierunku północno-wschodnim zmierza ku zjazdowi 57 Schwabach-Roth. Po niespełna 1400 m droga opuszcza autostradę i czteropasmową jezdnią kieruje się na południe. Mija wyjazdy Schwabach-Penzendorf, Rednitzhembach, Roth/Allersberg, Roth/Hilpoltstein i osiągając wyjazd Roth-Kiliansdorf dociera do końca czteropasmowej drogi.